# Seni Camara
Séni Camara (Bignona, Casamanza, 1945) es una escultora senegalesa.

## Datos biográficos
Hija de una alfarera, comenzó a modelar la arcilla ayudando a su madre. Sus esculturas se basan en la tradición de la cultura Diola.

## Exposiciones
- 1989 : Centro Cultural Georges Pompidou de París con la exposición "Les magiciennes de la terre"  (Los magos de la tierra)[2]

- 1991 - 1992:

Centro Atlántico de Arte Moderno de Las Palmas de Gran Canaria
Groninger Museum, Países Bajos.
Africa Hoy Contemporary Art Cultural Center, México.
- 2000: Il Ritorno Dei Maghi Orvieto, Italia.[1]

- 2001:

Rocca di Umbertide, Centro de Arte Contemporáneo, Italia
Bienal de Venecia , 49 edición, Venecia - Italia.
- 2005:

Arts of Africa, Grimaldi Forum, Mónaco - Francia
African Art Now : Masterpieces from the Jean Pigozzi Collection , Museum of Fine Art Houston , Houston - Estados Unidos
- 2006: 100% Africa , Guggenheim Bilbao[1]
- 2007:Why Africa ? , Pinacoteca Giovanni e Marella Agnelli Turín, Italia[1]

### Filmografía
- Philip Haas presentó en 1991 un documental rodado en Bignona consagrado a la escultora Séni Camara, Magicians of the Earth : Seni's Children (1991, 55').[2]